# Grand Hotel Toblach

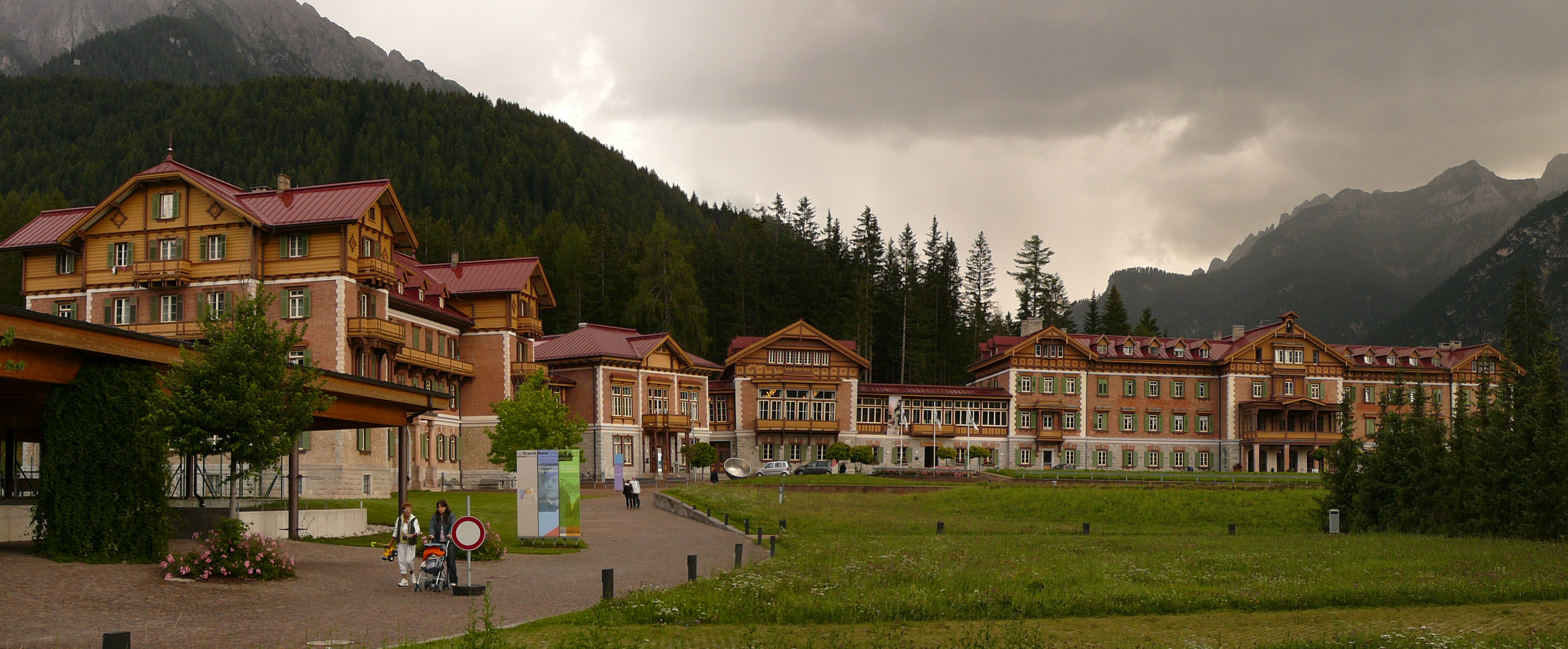
Das Grand Hotel im Jahr 2007

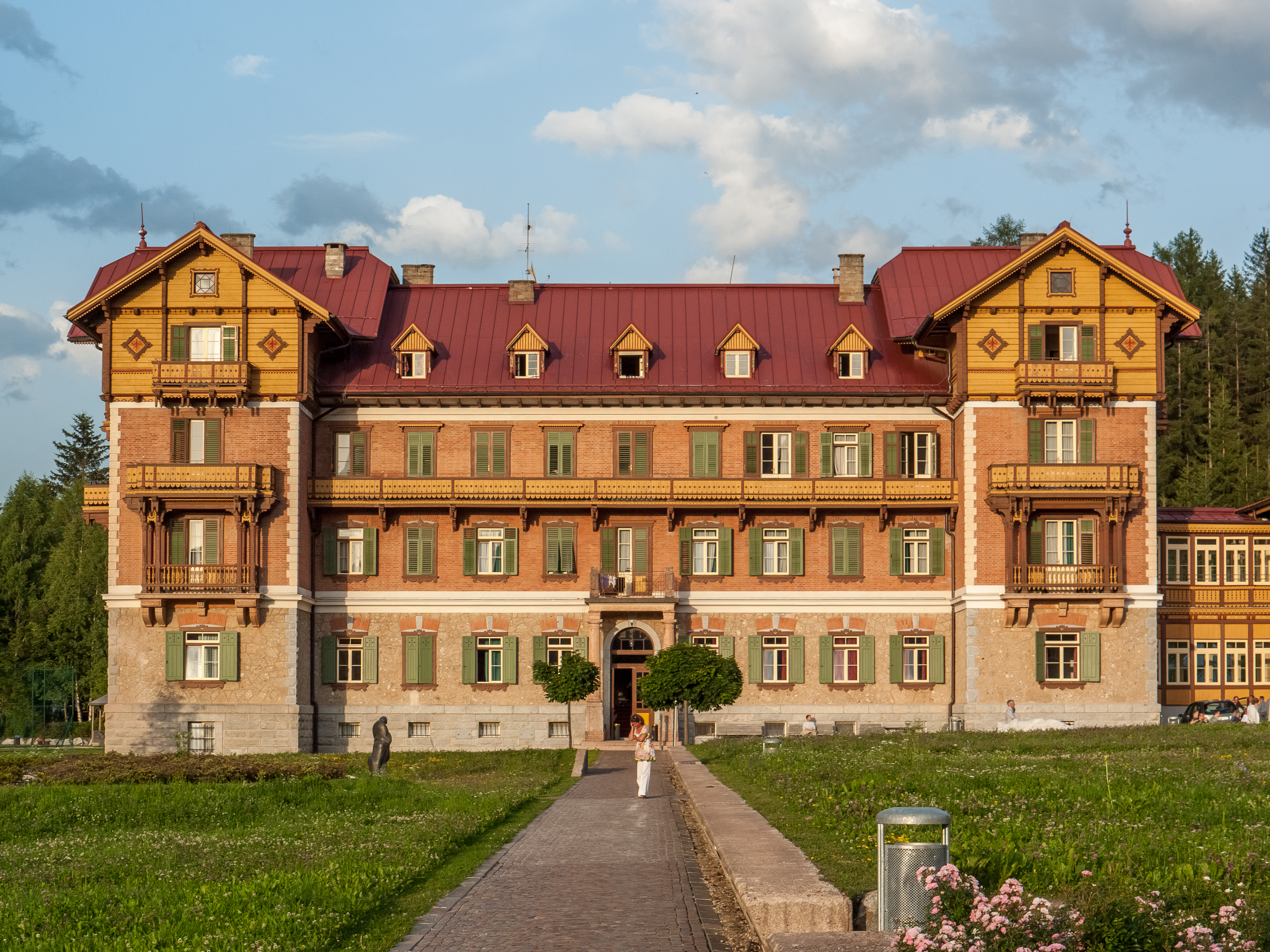
Nordflügel

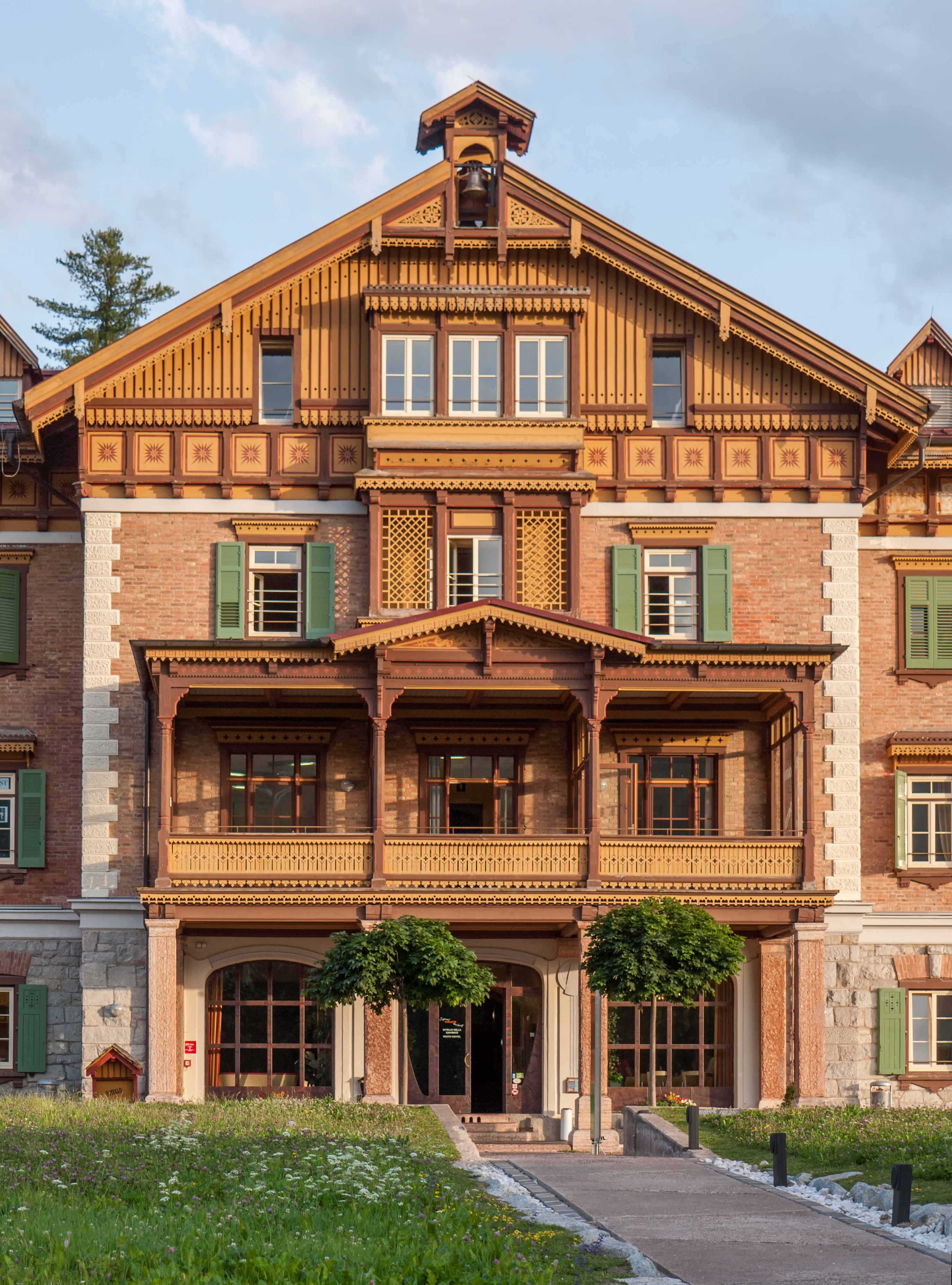
Haupteingang

Das Grand Hotel Toblach ist ein ehemaliges, 1877 erbautes Luxushotel in Toblach (Südtirol). Es dient nach seiner umfassenden Renovierung seit 1999 als Kulturzentrum und als Jugendherberge.

## Geschichte als Hotel
1871 eröffnete die österreichische Südbahngesellschaft ihre Linie durch das Pustertal. Da deren Auslastung zunächst nicht befriedigte, war eine Maßnahme der Bau von Eisenbahnhotels. Das „Hotel Toblach“ wurde in den Jahren 1877 und 1878 südseitig neben dem Bahnhof Toblach errichtet. Architekt war der Hausarchitekt der Südbahngesellschaft Wilhelm von Flattich. Seine endgültige Gestalt als Luxushotel, in dem auch gekrönte Häupter wie die Könige Albert von Sachsen und Milan von Serbien abstiegen, gewann das Haus nach verschiedenen Ausbauten, Erweiterungen und Modernisierungen im Jahr 1903. Architektonisch verknüpfte der Bau mit seinen neoklassizistischen Fassaden aus Sichtbackstein mit holzverzierten Giebeln Elemente der damaligen Industriearchitektur mit jenen des sog. „Schweizer Holzstils“.
Ein weiterer prominenter Gast war der Komponist und Operndirektor Gustav Mahler, der ab 1908 drei Sommer lang im Grand Hotel Toblach weilte. Er komponierte in Toblach das Lied von der Erde und seine Sinfonie Nr. 9.
Ähnlich anderen Hotels der Bahngesellschaft wie dem Südbahnhotel am Semmering und dem Hotel Kvarner in Abbazia erlebte auch das Grand Hotel Toblach im Verlauf des 20. Jahrhunderts eine wechselvolle Geschichte und Nutzung und ging dabei einem langsamen Niedergang entgegen. Im Ersten Weltkrieg diente es als Lazarett. Im Zuge der Weltwirtschaftskrise musste der Konkurs eröffnet werden, und es kam zu zahlreichen Besitzerwechseln. Das Hotel beherbergte im Laufe der Zeit den Dachverband der faschistischen Parteiorganisationen, später den kartographischen und geographischen Dienst des italienischen Heeres und das Päpstliche Hilfswerk. Für einen längeren Zeitraum war es Erholungsheim für Kinder aus bedürftigen Familien.

## Kulturzentrum
Nach einer umfassenden Renovierung dient der Komplex seit 1999 als örtliches und regionales Kulturzentrum. Das Kulturzentrum Grand Hotel Toblach beherbergt die örtliche Musikschule und das „Naturparkhaus Drei Zinnen“ als frei zugängliche Dauerausstellung zum Naturpark Drei Zinnen.
Jährliche Veranstaltungen sind u. a. die Gustav-Mahler-Musikwochen, das Festival Dolomites und die Toblacher Gespräche.

## Jugendherberge
In den Räumlichkeiten des historischen Grand Hotel Toblach befindet sich seit einigen Jahren auch eine Jugendherberge mit insgesamt 34 Ein-, Zwei- und Mehrbettzimmern.